# Katie Hafner
Katie Hafner (* 1957 Rochester) ist eine US-amerikanische Journalistin, die seit mehr als 25 Jahren über Technik, Computer und Gesellschaftsthemen schreibt.

## Leben und Werk
Katie Hafner hat Germanistik in San Diego und Göttingen studiert und war danach als Journalistin zunächst für Newsweek und Bloomberg Businessweek tätig, bevor sie auch für die New York Times zu schreiben begann. Dort fing sie 1998 an und war eine der ersten Journalisten der berühmten „Circuits Section“. Sie hat außerdem für Esquire, Wired, The New Republic und das New York Times Magazine gearbeitet.
Neben ihrer journalistischen Arbeit hat Katie Hafner vier Bücher über Themen wie die Villa Schöningen an der Glienicker Brücke zwischen Berlin und Potsdam und über Computerhacker geschrieben. In ihrem 2009 auf Deutsch erschienenen Buch „Romanze mit einem Dreibeiner.“ betrat sie die musikalische Bühne und schrieb über Glenn Gould und seine obsessive Suche nach dem perfekten Klavier.
Mittlerweile ist Hafner Mitherausgeberin des wöchentlichen US-Nachrichtenmagazins Newsweek, wo sie für den Bereich Technik verantwortlich ist.

## Privates
Katie Hafner lebt in Berkeley in der kalifornischen San Francisco Bay Area und ist mit dem Arzt und Medizinautor Robert M. Wachter verheiratet. Im Sommer 2022 wurde bekannt, dass sie nach einer COVID-19-Erkrankung mit hoher Wahrscheinlichkeit an Long COVID leidet.

## Publikationen
- Katie Hafner, John Markoff: Cyberpunk. Die Welt der Hacker. Econ-Verlag, Düsseldorf 1993, ISBN 3-612-26035-9[3]
- Katie Hafner, John Markoff: Kevin Mitnick. Der Hacker. Wie alles anfing. Admos Media GmbH Hamm 1998, ISBN 978-3-612-26216-5
- Katie Hafner, Matthew Lyon: Arpa Kadabra oder Die Geschichte des Internet. 351 Seiten, dpunkt-Verlag, Heidelberg 2000, ISBN 3-932588-59-2[5]
- Katie Hafner, The Well: The Epic History of the First Online Community. Carroll & Graf Publishers, New York 2001, ISBN 978-0-7867-0846-8 (keine deutsche Übersetzung)
- Katie Hafner: Das Haus an der Brücke. Die Villa Schöningen in Potsdam und ihre Bewohner. Märkischer Verlag, Wilhelmshorst 2004, ISBN 3-931329-36-4, (Original Scribner, 1995)[3]
- Katie Hafner: Romanze mit einem Dreibeiner: Glenn Goulds obsessive Suche nach dem perfekten Klavier. Schott, Mainz 2009, ISBN 978-3-7957-0657-9
- Katie Hafner: The Boys. Spiegel & Grau, New York 2022, ISBN 978-1-954118-05-8

## Podcast
- Lost Women of Science, seit 2021, auf Englisch, 64 verfügbare Folgen (am 27. Februar 2024[6])[7]